# Abate Fétel
L'abate Fétel è una varietà di pero ottenuta dall'Abate Fétel nel 1866 in Francia.
In Italia esso è coltivato prevalentemente nella zona dell'Emilia-Romagna (che nel 1998 ha ottenuto il riconoscimento di zona IGP per questa varietà) e nella parte meridionale della provincia di Mantova.

## Storia
Abate Fétel (o Abbé Fétel) è una cultivar di pero descritta in Francia nel 1866 e dedicata al prelato, curato di Chessy-les-Mines (Rhône) che, secondo la tradizione, l’avrebbe selezionata ancora nel XV secolo; sull’effettiva origine esiste ancora, tuttavia, molta confusione. I frutti furono presentati per la prima volta al Congresso di Lione nel 1876 dal sig. Jacquier, pepinierista a Montplaisir-Lyon (Carrière, Rev. hort., 1886, cit. in Molon, 1901). Sulle prime, passò praticamente inosservata ai pomologi dell’epoca, tanto che nemmeno Leroy (1879) ne fece menzione.
Fu il vivaista Liabaud a mettere in commercio questa varietà, che però non fu ammessa dal Congresso Francese fra i frutti raccomandabili. Solo Bied e Charreton suggerirono comunque di diffonderla (Molon, 1901).
Secondo l’opinione di Molon (1901), stranamente poco lungimirante, “la pianta è debole e il frutto, allungato e grosso, è niente più che un frutto da amateur, che matura in fine d’ottobre”. Nel 1926 lo stesso Molon la considerava ancora “allo studio”, limitandosi a descrivere il frutto come “pera molto allungata, rugginosa, irregolare”.
Verso la metà del secolo scorso la fortuna dell’Abate doveva essere già radicalmente mutata, se Breviglieri e Solaroli (1949) ne parlavano come di una varietà già affermata, “ricercata per la caratteristica conformazione e la bontà dei frutti”. Ammonivano, però, che questa cultivar “richiede una tecnica razionale di coltura e nei terreni fertili va innestata sul cotogno”. In effetti, si tratta di una varietà che non può essere coltivata ovunque e le cui particolari esigenze ne hanno fortemente limitato la diffusione. In Italia la sua definitiva affermazione risale agli anni ’50, particolarmente in provincia di Ferrara, quando per le nuove piantagioni da reddito si preferirono Williams, Abate Fétel, Passacrassana e Kaiser Alexander in sostituzione delle numerose cultivar più o meno locali diffuse in passato. Solo le prime due sono tuttora tra le più coltivate.
Tassinari (1976) indicava l’Abate Fétel come la pera autunnale più importante d’Italia per produzione e la terza nella classifica varietale generale, nonché una delle più esportate. Nel 1977 la coltura di questa cultivar interessava 7613 ha, che equivalevano al 100% dell’ambito CEE. I frutti rappresentavano il 12% della produzione italiana di pere (Alvisi, 1980); il 70% era concentrato nella sola Emilia-Romagna e il 17% nel Veneto (Baldini, Scaramuzzi, 1982).
Anche attualmente, in Europa la Abate Fétel è coltivata quasi esclusivamente in Italia (quasi il 100% della produzione complessiva) e soprattutto in Emilia-Romagna, dove trova condizioni ottimali sul piano climatico e pedologico tanto da ottenere il riconoscimento Igp nel 1998. Quote minori provengono dal Veneto meridionale. La maturazione avviene tra settembre e ottobre e la conservazione la può portare fino a marzo. Di ottimo sapore, è utilizzata non solo nel commercio diretto, ma anche nelle industrie di trasformazione per la produzione di succhi e conserve.
Altre importanti aree di coltivazione sono rappresentate da Cile, Australia e Nuova Zelanda, che garantiscono produzioni tra maggio e giugno.
Presso le strutture di Veneto Agricoltura è in prova un clone, denominato Abate Light o selez. 2-2-76, originatasi per mutagenesi indotta al CNR ISTEA di Bologna. È considerato interessante per l’habitus molto compatto e adatto perciò alla costituzione di impianti fitti.

## I frutti
Le pere abate maturano in Italia nei mesi di settembre e ottobre; sono di forma allungata e buccia liscia e sottile, di colore dorato e rugginoso. La polpa ha sapore dolce-acidulo, ed è molto profumata.